# Friedrich Haug
Johann Christoph Friedrich Haug (19 de março de 1761 – 30 de janeiro de 1829) foi um escritor alemão.